# Domaine public en droit civil français
Pour les articles homonymes, voir Domaine public en droit français.
Le domaine public (en droit civil) désigne l'ensemble des choses ne pouvant faire l’objet de droit de propriété et qui sont donc déclarées « res communis » (choses communes), telles que l'air ou l'eau de la mer. Les autorités peuvent cependant règlementer l'usage de ces biens par des pouvoirs de police.
L'article 714 du Code civil français dispose :
« Il est des choses qui n'appartiennent à personne et dont l'usage est commun à tous.
Des lois de police règlent la manière d'en jouir. »
— Article 714 du Code civil français